# Rubus uniformis
Rubus uniformis är en rosväxtart som beskrevs av Liberty Hyde Bailey. Rubus uniformis ingår i släktet rubusar, och familjen rosväxter. Inga underarter finns listade i Catalogue of Life.